# Nicole Mara
Nicole Mara, de son nom civil Mpome Nicole Mara, est une chanteuse et auteure-compositrice camerounaise. Elle est révélée sur la scène musicale à travers son premier album Surprise sorti en 2003.

## Biographie

### Enfance et débuts
Nicole Mara est née à Douala au quartier Ngodi Akwa. Elle est l'ainée d'une fratrie de trois enfants. Elle se lance dans la musique très jeune. Elle commence à chanter en 1993 alors qu'elle est encore élève au Collège Alfred Saker de Deido. Elle chante dans des cabarets de la ville de Douala.  

### Carrière
Entre en 1998 et 1999, elle est cooptée par l'artiste Joly Priso qui l’accompagne sur son premier album intitulé Surprise. L'album produit par Georges Dallas, sort en 2003. 
En 2006, trois ans après son premier album, elle revient avec un deuxième opus intitulé Coup de cœur. Son troisième disque baptisé Mature sort en 2011. En 2015, elle annonce l'arrivée de son 4e album.
Nicole Mara est très proche du sport et notamment du football camerounais. En 2023, elle est nommée au poste de secrétaire général du club Léopard Sportif de Douala. 

## Discographie
- 2003: Surprise
- 2006: Coup de cœur
- 2011: Mature